# Jarosław Domin
Jarosław Domin (ur. 24 lipca 1958 w Miastku) – polski aktor filmowy, telewizyjny i dubbingowy. W 1982 roku ukończył Państwową Wyższą Szkołę Teatralną w Warszawie.

## Filmografia
- 2020: Na dobre i na złe – Graczyk (odc. 766)
- 2019: Adwokat – doktor Węgłowski
- 2018: Korona królów – wojownik litewski
- 2016: Bodo – widz (odc. 4)
- 2016: Bodo – widz
- 2016: Na Wspólnej – szef Jarka (odc. 2327 i 2329)
- 2011: Linia Życia – Paweł Kołodziej
- 2009: Idealny facet dla mojej dziewczyny – ksiądz
- 2007: Halo Hans! – uczestnik castingu (odc. 1)
- 2007: Pitbull – pracownik wydziału wewnętrznego (odc. 10-11)
- 2005: Tango z aniołem – Wojtek Szymański (różne odcinki)
- 2003, 2015–2016: Na Wspólnej – Walicki (odc. 175, 176, 1916, 1929 i 2627)
- 2003–2005: Czego się boją faceci, czyli seks w mniejszym mieście – kelner
- 2002: Samo życie – doktor Prus, lekarz neurochirurg
- 2001–2002: M jak miłość – Kryspin Tomczak (odc. 29, 33, 37, 38, 55, 59, 87)
- 1997–1998: Klan – Pietras, kierownik produkcji
- 1989: Odbicia (odc. 1-2)
- 1988–1991: Pogranicze w ogniu – uczestnik akcji „Wózek” (odc. 17, 24)
- 1988: Animalki
- 1988: Romeo i Julia z Saskiej Kępy – palacz Jasio
- 1987: Rzeka kłamstwa
- 1987: Cesarskie cięcie – sanitariusz
- 1986: Czupurek
- 1986: Słońce w gałęziach
- 1985: Strzały o świcie
- 1984: Lato leśnych ludzi (odc. 2-4)
- 1984: Dzień czwarty – Zbigniew Czajkowski-Dębczyński
- 1980: Dom – współlokator Andrzeja (odc. 1)
- 1979: Godzina „W” – Józek „Nowy”

## Polski dubbing
- 2020: Słoń Benjamin –
  - Hans,
  - Pikler
- 2019: Asteriks i Obeliks: Tajemnica magicznego wywaru – jeden z legionistów
- 2018–2020: Kicia to nie kot – 
  - Mama Baryłki (odc. 15a, 20b, 55b),
  - Samochód (odc. 64b)
- 2018: Big Mouth –
  - Elliot Birch,
  - rabin (odc. 9)
- 2017: Twój Vincent – Henri de Toulouse-Lautrec
- 2016: League of Legends – Kled
- 2016: Glitter Force – Rascal
- 2015: Inspektor Gadżet – inspektor Gadżet
- 2014: Sunset Overdrive – Wszechstronny Jack
- 2014: Rebelianci: Iskra Rebelii – Obi-Wan Kenobi
- 2013–2016: Wodogrzmoty Małe –
  - Bill Cyferka,
  - Złodziej (odc. 19),
  - Gary (odc. 25),
  - głos w Kolejce (odc. 36),
  - nauczyciel (odc. 37)
- 2013: Sly Cooper: Złodzieje w czasie – Salim Al-Kupar
- 2012: Ralph Demolka – Wynchel
- 2012: Hitman: Rozgrzeszenie
- 2012–2016: Wodogrzmoty małe – Bill Cyferka
- 2012: Epic Mickey 2: Siła dwóch
- 2012: Struś Oliwia
- 2012: Hotel Transylwania (zwiastun) – Wilkołak Wayne
- 2012: Ben 10: Omniverse –
  - Pakmar (odc. 1),
  - Albedo (odc. 4),
  - Pax (odc. 5)
- 2012: Sadie J – Jude (odc. 19)
- 2012: Świat słów – Mrówka
- 2012: Legenda Korry –
  - Gommu (odc. 1),
  - jeden z dziennikarzy (odc. 4),
  - Sędzia w turnieju walk magicznych (odc. 5)
  - Varrick
- 2012: Kumple z dżungli – kierunek biegun – Al
- 2012: Kumple z dżungli – Al
- 2012: Monsuno – Dom Pyro
- 2012: Diablo III –
  - górnik Taszun,
  - górnik Lugo (niektóre kwestie),
  - duchy więźniów,
  - uchodźca,
  - więzień Sabatu
- 2012: Przygoda w Paryżu
- 2012: Tulisie. Przygoda w słonecznej krainie – Wiewiór
- 2012: Kung Fu Panda: Legenda o niezwykłości –
  - Koza (odc. 3),
  - Rzeźbiarz (odc. 6),
  - Chao (odc. 8),
  - Yao (odc. 14)
- 2011: Przystanek dżungla – Bango
- 2011: Rycerz Binu – Tupi
- 2011: Wielkie, złe święta – Tupi
- 2011: Artur ratuje gwiazdkę
- 2011: The Elder Scrolls V: Skyrim – Cycero
- 2001: Koszmarny Karolek – Tata
- 2011: Lego Star Wars: Padawańskie widmo – Obi-Wan Kenobi
- 2011: Wiedźmin 2: Zabójcy królów –
  - Bartosz Szkuta,
  - Rajmund Gessler,
  - Gilbert,
  - Dorian,
  - Lars
- 2011: Banany w piżamach
- 2011: Mali wszechmocni
- 2011: Heca w zoo – Venom
- 2011: ABC literkowe chochliki
- 2011: Postaw na sport – Liczyhrabia
- 2011: Planeta Sheena – Dipthwak
- 2011: Rango – Ezekiel/Waffles
- 2011: Dinopociąg – Paweł Krab Pustelnik
- 2011: Tara Duncan – Profesor Klarens Spad
- 2011: Abby w krainie czarów – Liczyhrabia
- 2011: Sezon na misia 3 – Buddy
- 2011: Scooby Doo i Brygada Detektywów – Gunther Gator
- 2010: Kung Fu Panda: Sekrety Potężnej Piątki – Królik
- 2010: Tom i Jerry i Sherlock Holmes – Tuffy
- 2010: Królik Bugs: Zakochany i zwariowany –
  - Pies,
  - narrator wyścigów psów
- 2010: Opowieści dziwnej treści: Trzy świnki – Wilkowitz
- 2010: Garfield ucieka z komiksu – Shecky
- 2010: Artur i Minimki 3. Dwa światy
- 2010: Vicky – wielki mały wiking
- 2010: Shrek ma wielkie oczy
- 2010: Jak ukraść księżyc
- 2010: Szczypta magii
- 2010: Tomek i przyjaciele –
  - Pan Bańka,
  - Kamuś,
  - Zgniotek,
  - Farmer (odc. 326
- 2010: Power Rangers RPM –
  - Ronin (odc. 2),
  - Ojciec Flynna (odc. 10),
- 2010: Superszpiedzy –
  - Sebastian (odc. 36),
  - Śmieszny Bone (odc. 43)
- 2010: Shrek Forever – Pinokio
- 2010: Mass Effect 2 –
  - Ish,
  - Mysza
- 2009: Pingwiny z Madagaskaru – Lolo
- 2009: Odjazdowe zoo – Kroka
- 2009: Star Wars: The Clone Wars – Republic Heroes – Obi-Wan Kenobi
- 2009: Dragon Age: Początek
- 2009: Skarbczyk najpiękniejszych bajek –
  - Kot w butach (odc. 4),
  - Świerszcz (odc. 7),
  - jeden z krasnoludków (odc. 8),
  - małpka sprzedająca owoce (odc. 9),
  - Alan z Doliny (odc. 10),
  - Głuptasek (odc. 11),
  - jedno z koźlątek (odc. 13),
  - Biały Królik (odc. 14),
  - Walet Kier (odc. 14),
  - ślusarz (odc. 15),
  - jeden z rozbójników (odc. 15),
  - chłopiec (odc. 17),
  - Atos (odc. 19),
  - Książę Buckingham (odc. 19),
  - zegar (odc. 20),
  - Strach na wróble (odc. 21),
  - dworzanin (odc. 22),
  - chłop (odc. 22),
  - kogut (odc. 23),
  - zbój (odc. 23),
  - marynarz (odc. 24),
  - Sindbad Żeglarz (odc. 25),
  - Peter (odc. 26)
- 2008: Dzielny Despero
- 2008: Scooby Doo i król goblinów – Glum
- 2008: Sezon na misia 2 – Buddy
- 2008: Cziłała z Beverly Hills
- 2008: Naruto – Aoi Rokushō
- 2008–2014: Gwiezdne wojny: Wojny klonów – Obi-Wan Kenobi
- 2008: Gwiezdne wojny: Wojny klonów − Obi-Wan Kenobi
- 2008: Garfield: Festyn humoru –
  - Roger,
  - Randy
- 2008: Sam & Max: Sezon 1 – Pingiel
- 2007: Mroczne przygody Klanu na drzewie – Fred Fredburger
- 2007: W pułapce czasu – Shingouz #1
- 2007: Don Chichot –
  - Piotr „Piotruś Pan” od Kafelków,
  - przygłupi koń
- 2007: Opowieści Mamy Mirabelle – Max
- 2007: Miejskie szkodniki – Ken
- 2007: Pada Shrek – Pinokio
- 2007: Tom i Jerry: Dziadek do orzechów
- 2007: Shrek Trzeci – Pinokio
- 2007: Kacze opowieści (druga wersja dubbingowa) –
  - kandydat do objęcia opieki nad siostrzeńcami (odc. 2),
  - O’Flanell (odc. 22),
  - Krol Żaboli (odc. 29),
  - Żabol (odc. 29),
  - Lord Standforth (odc. 45),
  - komentator (odc. 34),
  - sierżant Cebula (odc. 35),
  - Doktor Van Frajer (odc. 46)
- 2006: Karmelowy obóz
- 2006: Krowy na wypasie − Peck
- 2006: Gothic 3 –
  - Joey,
  - Jack
- 2006: Klasa 3000 – Eddie
- 2006: H2O – wystarczy kropla – Greg
- 2006: Świat małej księżniczki
- 2006: Power Rangers: Mistyczna moc –
  - Piggy,
  - Oculous,
  - Gekkor,
  - różne postacie
- 2006: Franklin i skarb jeziora – Bóbr
- 2006: Yin Yang Yo! –
  - Ultimoose,
  - Zarnot,
  - Wiórek,
  - Mega-Mózg,
  - Roger Jr (I seria),
  - Eradicus (I seria),
  - Fastidius „Pedant” Speedington (odc. 1-13),
  - Mr. Pondscüm (odc. 1-13),
  - F. Elf (odc. 40)
- 2006: Galactik Football –
  - Ahito,
  - Nork Agnet (odc. 1-6),
  - Beneth,
  - Mark
- 2006: Monster Warriors
- 2006: Garfield 2 –
  - Pan Greene,
  - Ja, Klaudiusz,
  - Bolero
- 2006: Skok przez płot – Hammy Wiewiórka
- 2006: Sezon na misia – Jeż Porcupine
- 2006: Sposób na rekina − Lou
- 2006: Kapitan Flamingo
- 2006–2010: Smerfy (druga wersja dubbingowa) –
  - Laluś (część odcinków sezonu IV, odc. 111-116, 145-147, 154-174, 225-230, 253-256),
  - ciemna strona sumienia Smerfów (odc. 106)
- 2005: Niepochowany –
  - János Kádár,
  - Károly Kovács(inne języki)
- 2005: Skoś trawnik tato, a dostaniesz deser
- 2005: Awatar: Legenda Aanga –
  - Stary Bumi (odc. 5),
  - Jeden ze strażników więzienia (odc. 6)
- 2005: Aloha, Scooby Doo – Ruben Laluna
- 2005: Harcerz Lazlo – Dziobak Edward
- 2005: B-Daman – różne głosy (m.in. Waleczna Wrona)
- 2005: Ufolągi – Stary Bitters (sezony I–II)
- 2005: Mały wojownik –
  - Odo,
  - Zegarek
- 2005: Maggie Brzęczymucha –
  - Eugene,
  - Wendell
- 2005: Czerwony Kapturek – prawdziwa historia – Wiercik
- 2005: Gwiezdne wojny: część III – Zemsta Sithów – Obi-Wan Kenobi
- 2005: A.T.O.M. Alpha Teens On Machines – reżyser (odc. 7)
- 2005: Mój partner z sali gimnastycznej jest małpą – Slips Pyton
- 2004: Żony ze Stepford
- 2005: Podwójne życie Jagody Lee
- 2005: Power Rangers S.P.D. –
  - Piggy,
  - Broodwing,
  - Ethan
- 2004: Wybraniec smoka jako Parmon Sean
- 2004: Shrek 2 – Pinokio
- 2004: Niezwykłe ranki Marcina Ranka
- 2004: Dom dla Zmyślonych Przyjaciół pani Foster –
  - Bendy (odc. 15b),
  - Jedna z kopii Bloo (odc. 17b),
  - Głuptak (odc. 32)
- 2004: Power Rangers Dino Grzmot – Ethan / Niebieski Dino Thunder Rangers
- 2004: Super Robot Monkey Team Hyperforce Go! – Gyrus Krinkle
- 2004: Atomowa Betty – fotograf magazynu o zwierzętach
- 2004: Mój brat niedźwiedź
- 2004: Mickey: Bardziej bajkowe święta
- 2004: Mickey, Donald, Goofy: Trzej muszkieterowie – jeden z Braci Be
- 2004: Świątynia pierwotnego zła – Wonnilon
- 2003: Xiaolin – pojedynek mistrzów – Gigi
- 2003: Tutenstein –
  - Walter,
  - Jake
- 2003–2005: Gwiezdne wojny: Wojny klonów – Obi-Wan Kenobi
- 2003: 101 dalmatyńczyków II. Londyńska przygoda
- 2003: Piotruś Pan –
  - Piraci,
  - Rożen
- 2003: Papirus –
  - Achmes (odc. 2, 7, 19-20, 26, 31, 35, 50-51),
  - Ogień (odc. 10),
  - rolnik (odc. 11)
- 2003: Baśniowy świat 3
- 2003: Gothic II: Noc Kruka – Emilio
- 2003: Old School: Niezaliczona
- 2003: El Cid – legenda o mężnym rycerzu – Ben Yussuff
- 2003: Wojownicze Żółwie Ninja –
  - Michelangelo,
  - Raphael (jedna scena – błąd dubbingu, odc. 35),
  - Blobboid (odc. 71),
  - Alternatywny Michelangelo (odc. 73)
- 2003–2005: Młodzi Tytani –
  - Lalkarz,
  - Mumbo (I sezon),
  - Trygon (I sezon)
- 2003–2004: Bracia Koala – Szymek
- 2003–2007: Shin-chan – Harry Nohara
- 2003–2006: Hamtaro – wielkie przygody małych chomików – Łatek
- 2002–2003: He-Man i władcy wszechświata – Orko
- 2002: Śnięty Mikołaj 2
- 2002: Planeta skarbów
- 2002: Gothic II –
  - Rengaru,
  - Talbin,
  - Brahim,
  - Bromor,
  - Cipher
- 2002: Gwiezdne wojny: część II – Atak klonów – Obi-Wan Kenobi
- 2002: Kryptonim: Klan na drzewie –
  - Pan Tur,
  - Katarator,
  - Sheldon,
  - Szef Pierre,
  - Joe,
  - Nikki,
  - Dyrektor Domu dla Starych Tęczowych Małp,
  - Ojciec Kuki (Z.B.R.O.D.N.I.A.),
  - Al Cukier
- 2002: Zły pies
- 2002: Królowie i królowe – Król Fiu Bzdziu
- 2002–2004: Mucha Lucha – Lone Star
- 2002: Nowy Scooby Doo
- 2002: Roboluch – Święty Mikołaj
- 2001: Gothic –
  - Fisk,
  - Cavalorn
- 2001–2004: Liga Sprawiedliwych – Joker
- 2001–2004: Bliźniaki Cramp – Pan Cramp (sezon I)
- 2001–2003: Strażnicy czasu –
  - Eli Whitney (odc. 1a),
  - Zygmunt Freud (odc. 3a, 25b),
  - Samuel Adams (odc. 9b),
  - Meriwether Lewis (odc. 11b),
  - Randall McCoy(inne języki) (odc. 13b),
  - Mahatma Gandhi (odc. 20a),
  - Woodrow Wilson (odc. 21a)
  - Benjamin Harrison w postaci wampira (odc. 21a)
- 2001–2003: Gadżet i Gadżetinis – porucznik Gadżet
- 2001–2002: Cubix – Dondon
- 2001–2002: Café Myszka –
  - Panchito Pistoles,
  - papuga (odc. 26),
  - Panik (odc. 41-42)
- 2001: Shrek – Pinokio
- 2001: Spirited Away: W krainie bogów
- 2001: Power Rangers Time Force – Carter Grayson
- 2001–2004: Medabots – Shrimplips
- 2001: Maluchy spod ciemnej gwiazdki – Billy
- 2001–2003: Batman przyszłości –
  - policjant #1 (odc. 12),
  - Coe (odc. 16)
- 2001: W 80 marzeń dookoła świata
- 2001–2002: Filiputki – Piegus
- 2001: Przygody Olivera Twista
- 2000: Kocia ferajna w Beverly Hills (druga wersja dubbingowa)
- 2000: Jetsonowie spotykają Flintstonów –
  - pterozaur #2,
  - ptak-budzik,
  - ptak do konserw,
  - gracz w kasynie,
  - ptak w aparacie fotograficznym,
  - ptak-telefon
- 2000: Człowiek zwany Flintstonem
- 2000: Cybernetyczny świat
- 1999–2000: Szalony Jack, pirat – Kurczak
- 1999: Animaniacy: Życzenie Wakko – Skippy (śpiew)
- 1999–2009: Ed, Edd i Eddy – Chudy Edd
- 1999: Muppety z kosmosu
- 1999: Asterix i Obelix kontra Cezar – Kakofonix
- 1999: Heathcliff i Dingbat – Żeberko
- 1999: Malusińscy – Tom
- 1999–2004: Atomówki –
  - Grandziarz (odc. 27a),
  - mieszkaniec Townsville #2 (odc. 27b),
  - pracownik ratusza #1 (odc. 28a),
  - bezdomny (odc. 28a),
  - mężczyzna w ciele Felera (odc. 29),
  - kustosz muzeum (odc. 33b),
  - hipis #3 (odc. 57a),
  - szczur-motocyklista (odc. 63b),
  - jeden z pracowników banku (odc. 65b),
  - telegrafista (odc. 67b),
  - klaun (odc. 71a),
  - doktor Shang (odc. 72a),
  - niski pirat (odc. 77a)
- 1999–2000: Jam Łasica −
  - ciastkowy ludek (odc. 31),
  - wieśniak #3 (odc. 33),
  - drzewo #1 (odc. 36),
  - Douglas Jodła (odc. 36),
  - szef Łasicy i Pawiana (odc. 44),
  - pacjent (odc. 48),
  - trębacz (odc. 53a),
  - robot (odc. 53b),
  - posłaniec (odc. 54c),
  - Wesoły Roger (odc. 55b, 61b),
  - renifer (odc. 56a),
  - Wilbur Wright (odc. 56c),
  - policjant (odc. 57b),
  - stary sędzia z komisji przyznającej nagrody Nobela (odc. 58a),
  - krytyk na wystawie (odc. 58b),
  - agent Timothy’ego Zadka (odc. 59a),
  - współkomentator (odc. 59b),
  - sprzedawca (odc. 60a)
- 1999: Maska –
  - Fritz Burza (odc. 32),
  - Wodniak (odc. 48)
- 1999: Przygody Pytalskich – Wujek Micro
- 1998: Kacper i Wendy – Wyrocznia
- 1998: Księżniczka łabędzi III: Skarb czarnoksiężnika (pierwsza wersja dubbingowa) – Świstun
- 1998: Scooby Doo –
  - Alex (odc. 9),
  - Jimmy Lewis (odc. 35)
- 1998–2004: Johnny Bravo –
  - pan Minskin (odc. 14c, 19b),
  - kontroler lotów #2 (odc. 18c),
  - Dżyngis-chan (odc. 27a),
  - kapitan (odc. 27a),
  - policjant (odc. 28b),
  - złodziej (odc. 30b),
  - pan Jeancano (odc. 43a),
  - małpa Johnny (odc. 43b),
  - maskotka-pingwin (odc. 44a),
  - antagonista Brygady Małż 2000 (odc. 44c),
  - sprzedawca magicznych tosterów (odc. 45a),
  - oskarżyciel (odc. 45b),
  - naukowiec (odc. 61a),
  - reporter (odc. 62b),
  - prezes (odc. 63a)
- 1998–1999: Krowa i Kurczak
- 1998–2004: Laboratorium Dextera –
  - Ultrabot 2000 (odc. 28c),
  - chłopiec chcący od Dextera odpowiedzi na pytanie (odc. 32c),
  - dyrektor więzienia stanowego (odc. 32c),
  - Skinner (odc. 33b),
  - właściciel Puszystego (odc. 33c),
  - Klaun (odc. 36b),
  - pies (odc. 37a),
  - właściciel psa (odc. 37a),
  - Jimmy (odc. 38c),
  - chłopiec, który nienawidził piegowatych dzieci (odc. 44b),
  - chłopiec pirat (odc. 44b),
  - czarnowłosy chłopak z czerwoną czapką na głowie (odc. 45b),
  - brązowowłosy chłopak w żółtej koszuli (odc. 45b),
  - telefoniczna wersja głosu komputera Dextera (odc. 75a)
- 1998: Przygody Kuby Guzika – Elf
- 1998: Farma pełna strachów – Dr Wełnik
- 1998: Kot Ik! –
  - Króliczek (odc. 5),
  - Cryptie (odc. 6),
  - Don Korneliusz (31b),
  - Sharkynator (odc. 38b)
- 1998: Kucyki i przyjaciele
- 1998: Jetsonowie (druga wersja dubbingowa)
- 1998: Flintstonowie (trzecia wersja dubbingowa)
- 1995: Asterix i Kleopatra
- 1992: Bernard i Bianka w krainie kangurów – Frank
- 1992: Wesoła siódemka – prezes banku (odc. 3b)
- 1991–1998: Łebski Harry –
  - Riff Raff,
  - dziadek Iggy’ego
- 1991–1998: Inspektor Gadżet –
  - Inspektor Gadżet,
  - Presto w przebraniu Gadżeta (odc. 17),
  - robot imitujący Gadżeta (odc. 35),
  - prehistoryczny przodek Gadżeta (odc. 81),
  - Gadżetorius (odc. 82),
  - Edmund (odc. 83)
- 1991–1992: Kacze opowieści (pierwsza wersja dubbingowa):
  - karzełek Fryderyk (odc. 7),
  - Zły wuj księcia Grejgrejka (odc. 14),
  - porucznik Czosnek (odc. 35),
  - Bezlitosny, władca Marsa (odc. 46)
- 1991–1992: Chip i Dale: Brygada RR –
  - Knocjusz Knocidło (odc. 20),
  - Weksler (odc. 24),
  - lokaj, który widział wilka rabusia (odc. 25),
  - profesor paleontologii (odc. 26),
  - dzieciak goniący Steggiego (odc. 26),
  - Pus (odc. 28),
  - ryba (odc. 29),
  - majtek-ośmiornica na okręcie Kapitana Fina (odc. 29),
  - jeden z piratów (odc. 33),
  - Darby Spree, król Krasnali w Irlandii (odc. 34),
  - Erol (odc. 37)
- 1991–1992: Leśna rodzina – Packbat
- 1987–1989: Smerfy (pierwsza wersja dubbingowa) –
  - Laluś (sezony I–III)
  - Smerfuś (niektóre odcinki)[1],
  - Klakier (niektóre odcinki)[1]
- 1987: Odnaleziony skarb – Jonasz[2]
- 1985: Krzyż i sztylet –
  - Nicky Cruz,
  - jeden z gangu Egipskich Królów
- 1985: Wodne dzieci –
  - węgorz elektryczny Flap,
  - węgorz #1
- 1982: Na wschód od Edenu – Aron[1]